# Amblypodia alinda
Amblypodia alinda är en fjärilsart som beskrevs av Druce 1873. Amblypodia alinda ingår i släktet Amblypodia och familjen juvelvingar. Inga underarter finns listade i Catalogue of Life.